# Casa del Salone Nero

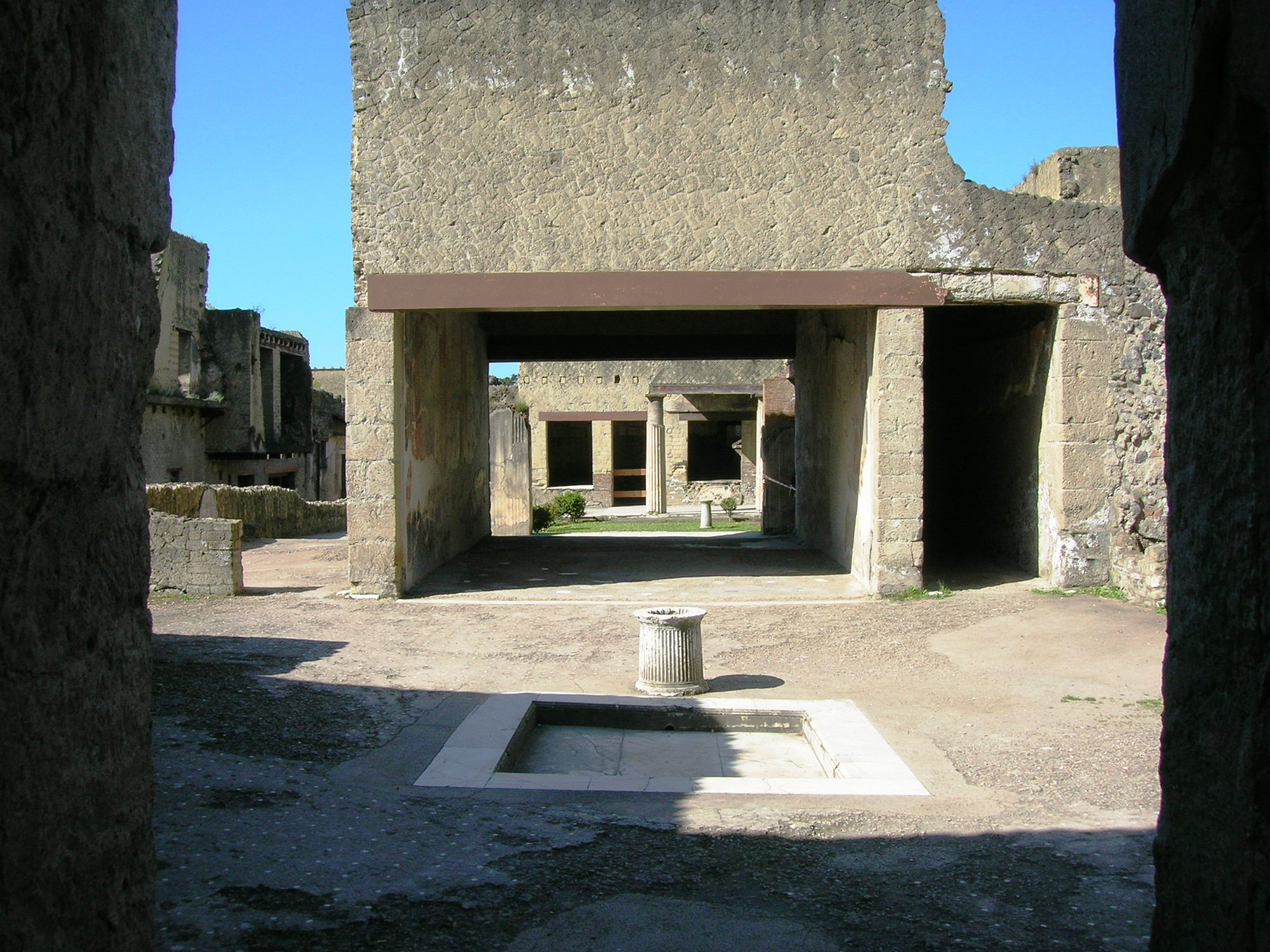
L'atrio

La casa del Salone Nero è una casa di epoca romana, sepolta durante l'eruzione del Vesuvio del 79 e riportata alla luce a seguito degli scavi archeologici dell'antica Ercolano: è così chiamata per via di un oecus totalmente affrescato in nero.

## Storia e descrizione
La casa del Salone Nero è considerata una delle più lussuose di Ercolano: al suo interno sono state ritrovate venti tavolette cerate, appartenenti a L. Venidius Ennychus, nelle quali erano riportate notizie come la sua eleggibilità ad augustale, la nascita di sua figlia e l'acquisto di una schiava; da questo ritrovamento si suppone che Ennychus potesse essere o il proprietario o un liberto che si occupava della casa. Così come il resto della città, la dimora venne seppellita sotto una colte di fango durante l'eruzione del 79: le prime indagini iniziarono per volere dei Borbone nel XVIII secolo tramite cunicoli, mentre le esplorazioni a cielo aperto si ebbero nella prima metà del XX secolo, in particolare nel periodo compreso tra il 1933 e il 1948, anche se caratterizzate da lunghi periodi di stasi. Altre campagne di scavo si ebbero tra maggio e luglio del 1961 e negli anni settanta quando un gruppo di archeologi canadesi studiò la zona del peristilio.

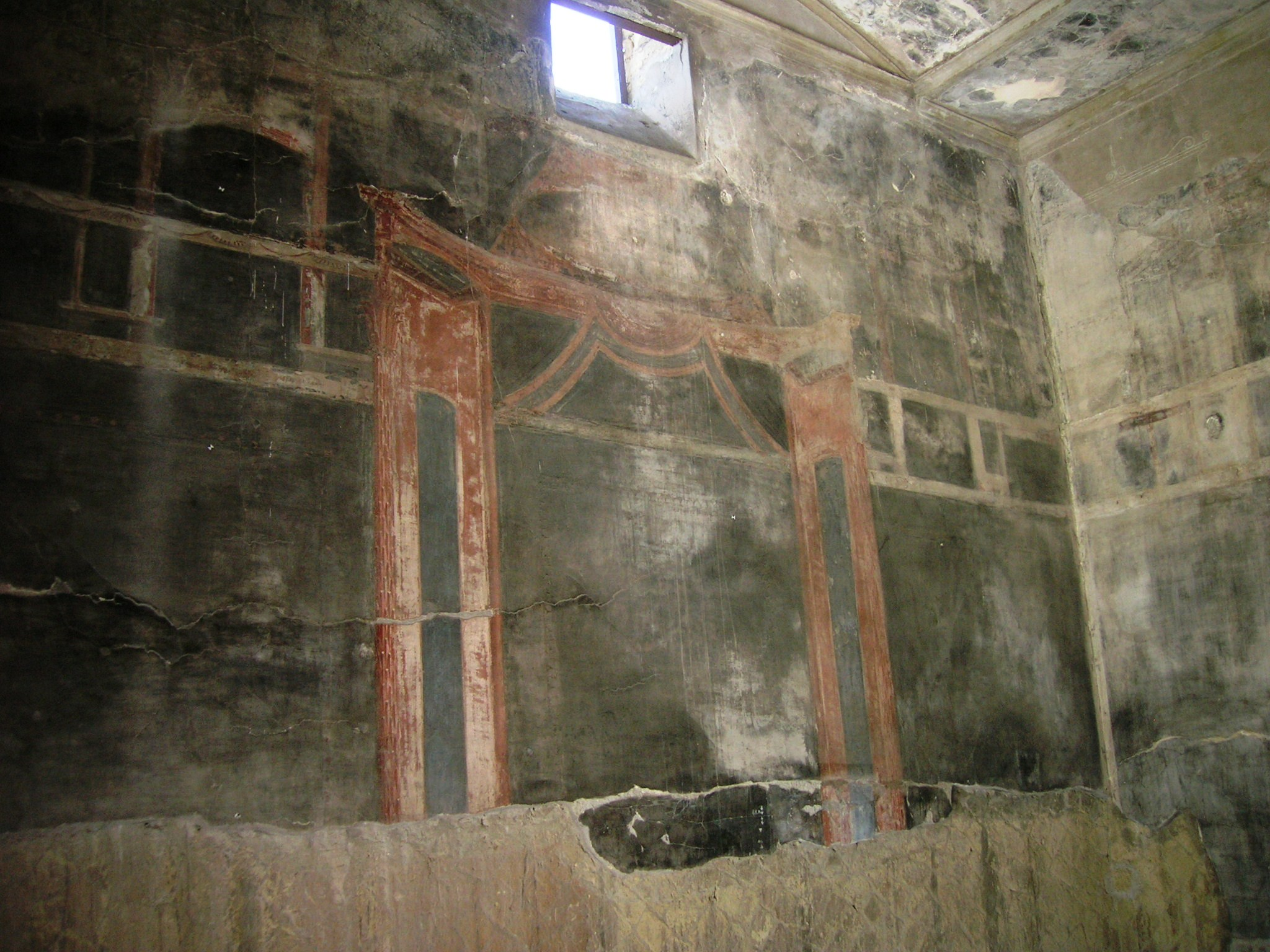
Affreschi in nero delloecus

La casa del Salone Nero ha una superficie di trecentonovantacinque metri quadrati ed è realizzata interamente in opus reticolatum, con l'aggiunta in alcune parti di opus incertum, mentre la pavimentazione è in cocciopesto nella zona dell'atrio, talvolta con l'inserimento di tessere di mosaico bianco e pezzi di marmo a forma geometrica, ed a mosaico nel peristilio e negli ambienti circostanti. L'ingresso alla casa avviene direttamente dal decumano maggiore e si presenta con una cornice in tufo, una soglia in calcare bianco e resti di legno carbonizzato dell'architrave e degli stipiti della porta; le fauci conservano alle pareti affreschi in secondo stile.
L'atrio, con poche decorazioni pittoriche ha al centro un impluvium rivestito con lastre di marmo bianco lunense, il quale era coperto da tegole angolari in cotto, di cui solo due ritrovate, e arricchito con un puteale in calcare bianco scanalato ai lati. Lungo il lato est dell'atrio si notano i resti di una porta con un architrave carbonizzato, la quale fu murata dopo che il vano venne ceduto alla vicina bottega e si aprono un cubicolo ed un'ala, priva di decorazioni, dov'è possibile notare l'incasso nel quale era posizionato il letto; lungo il lato ovest si aprono altri due cubicoli, entrambi intonacati in bianco con riquadri in rosso, in particolare uno adornato con disegni di elementi architettonici, sovrastato da un fregio con animali marini e navi, ed una cucina con banco in muratura e resti di una latrina e di un ammezzato. Sul lato sud che divide la zona d'ingresso dal resto della casa, si apre il corridoio, il tablino ed un oecus: il corridoio ha pareti con uno zoccolo tripartito dipinto in nero, con fasce bianche e arricchito da disegni di elementi vegetali, la zona centrale con pannelli in viola e un fregio con candelabri e maschere teatrali poste in lunette; il tablino, uno dei più grandi tra tutte le case di Ercolano, presenta un soffitto a cassettoni e alle pareti affreschi in quarto stile: zoccolatura in rosso, zona centrale tripartita con al centro un'edicola sovrastata da un timpano ed ai lati pannelli in nero e zona superiore con disegni di elementi vegetali; l'oecus, quasi interamente distrutto dall'eruzione e ricostruito durante gli scavi del XX secolo, ha un mosaico sulla soglia d'ingresso che tende a riprodurre un tappeto.

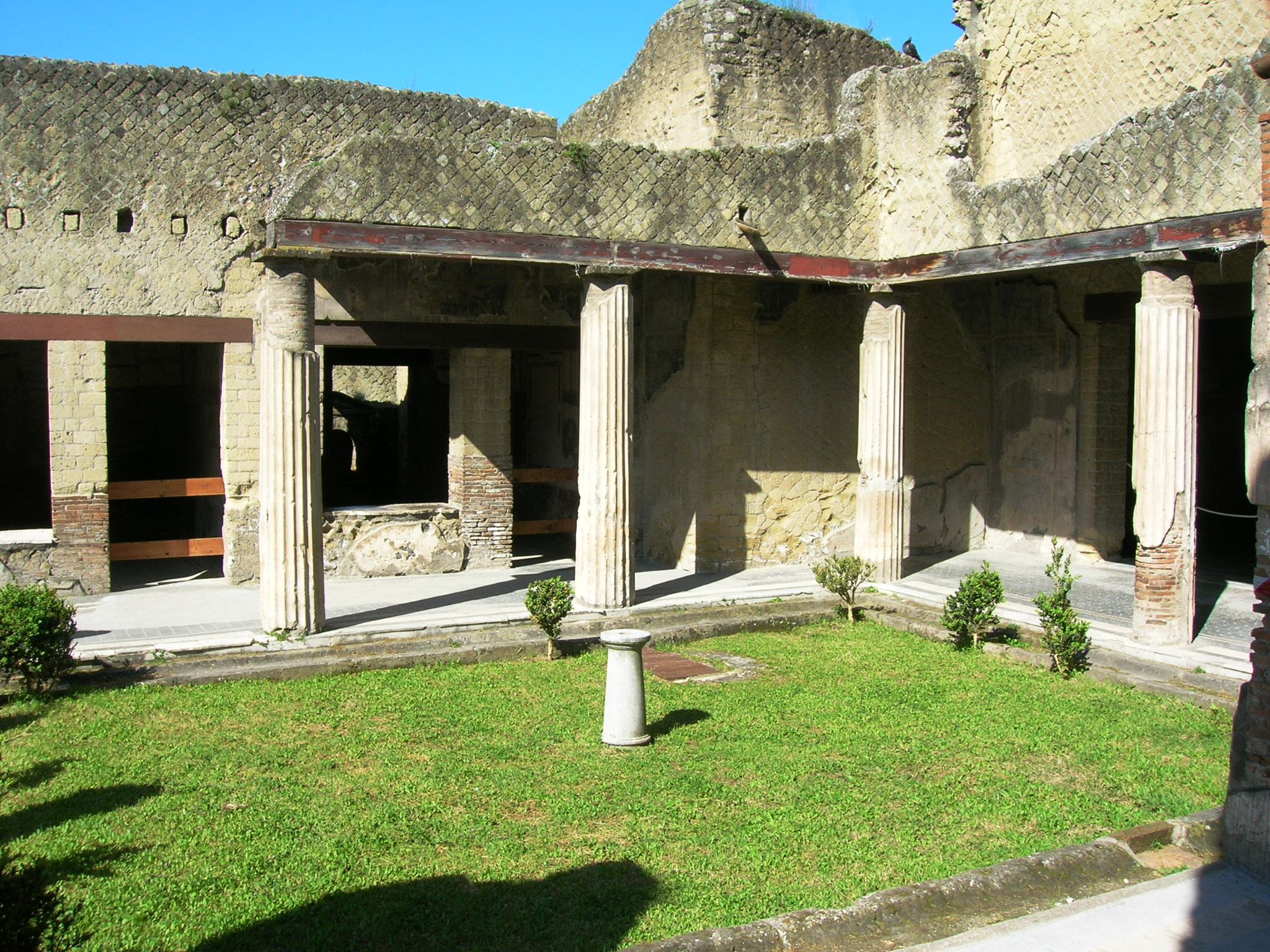
Il peristilio

Il peristilio ha la caratteristica di avere le colonne, stuccate e poste su tutti e quattro i lati, posizionate in modo tale da lasciare la vista libera dagli ambienti circostanti sul piccolo giardino con al centro una colonna in marmo alta sessantadue centimetri con un capitello di tipo tuscanico: il pavimento è un mosaico a fondo nero circondato da tessere bianche. Intorno al peristilio si aprono sul lato nord, oltre al tablino, un oecus, sul lato sud tre cubicoli e sul lato ovest un cubicolo ed un oecus: tutte queste stanze sono pavimentate con mosaici bianchi con bordi in nero; due cubicoli del lato sud danno rispettivamente accesso uno ad una cucina con ripostiglio e un altro ad un piccolo cortile con un larario a cui è stata asportata tutta la decorazione: questi ambienti presentano pitture in quarto stile, con pannelli bianchi incorniciati in rosso e azzurro e ornati con motivi architettonici su un fregio rosso. Il cubicolo sul lato ovest ha pennelli in rosso su zoccolatura in nero e resti di affreschi al soffitto, mentre, sullo stesso lato, l'oecus, che dà il nome alla casa, ha decorazioni alle pareti ed al soffitto a volta in quarto stile, con pannelli neri, arricchiti con motivi geometrici: in questa sala furono ritrovati un larario in legno ed un altare in marmo. La casa era dotata anche di un piano superiore, crollato a seguito dell'eruzione, a cui si accedeva tramite una scala in parte in muratura e in parte in legno, posta nei pressi dell'ingresso; tra i vari ritrovamenti effettuati: oggetti in bronzo come un candelabro con piedi a forma di leone, un oinochoe e diversi portalucerne, una testa in marmo raffigurante Giove e diverse pentole in terracotta. Adiacente alla casa è la bottega di un bronzista, nella quale sono stati ritrovati un lampadario, una statua di Dioniso, lingotti in piombo ed una fornace.